# My Short Stories
《MY SHORT STORIES》(마이 숏 스토리즈)는 2008년 11월 12일에 발매된 YUI의 첫 B면 컴필레이션 음반이다. 신곡 〈I'll be〉와 그동한 발매한 싱글의 커플링곡이 수록돼있다. 한정판에는 뮤직비디오와 공연 영상이 담긴 DVD가 들어있다. 2008년 11월 일본 레코드 협회로부터 25만 장 이상 출하를 뜻하는 플래티넘 인증을 받았다.

## 수록곡

### CD
1. I'll be
2. Help
3. Last Train
4. Winter Hot Music
5. Jam
6. Skyline
7. Free Bird
8. I Wanna Be...
9. Oh My God
10. Cloudy
11. Driving Today
12. Understand
13. Crossroad
14. It's Happy Line
15. Why Me

### DVD
뮤직비디오
1. I'll be
2. Understand
3. Jam

## 판매량
| 발매             | 차트             | 최고 순위 | 첫 주 판매량 | 총 판매량 | 순위에서 내려옴 |
| ---------------- | ---------------- | --------- | ------------ | --------- | --------------- |
| 2008년 11월 12일 | 오리콘 일간 차트 | 1         | 173,741      | 269,366   | 20주            |
| 2008년 11월 12일 | 오리콘 주간 차트 | 1         | 173,741      | 269,366   | 20주            |
| 2008년 11월 12일 | 오리콘 월간 차트 | 3         | 173,741      | 269,366   | 20주            |
| 2008년 11월 12일 | 오리콘 연간 차트 | 43        | 173,741      | 269,366   | 20주            |

| 오리콘 주간 앨범차트 1위 2008년 11월 24일자 |                          |                |
| 이전                                        | YUI 《My Short Stories》 | 다음           |
| 가토 미리야 《BEST DESTINY》                | YUI 《My Short Stories》 | NEWS 《color》 |
|                                             |                          |                |
|                                             |                          |                |